# Koffi Djidji
Lévy Koffi Djidji, né le 30 novembre 1992 à Bagnolet, est un footballeur français qui évolue au poste de défenseur central.

## Biographie

### Jeunesse et formation nantaise
Formé au FC Nantes qu'il rejoint à l'âge de 14 ans en 2007, Koffi Djidji signe son premier contrat professionnel pour une durée de trois ans le 19 mars 2011. Le 4 août 2012, il réalise sa première apparition en professionnel contre le Nîmes Olympique (0-0) en Ligue 2 avant de connaitre sa première titularisation, le 15 avril 2013, à Châteauroux (victoire 0-4). Il participe à quatre matchs, tous disputés à l'extérieur, au cours de sa première saison, 2012-2013.
Le FC Nantes est alors promu en Ligue 1 pour l'exercice 2013-2014. Il débute, pour la première fois dans ce championnat, face à Ajaccio le 8 mars 2014, où il se retrouve fautif sur l'égalisation à la dernière minute des corses (score final 2-2). Durant cette rencontre, Papy Djilobodji se blesse aux côtes, permettant à Koffi d'enchainer les rencontres. Deux semaines plus tard, lors de la réception de Montpellier, il inscrit son premier but en Ligue 1, permettant ainsi à son équipe de l'emporter 2-1. Barré par la charnière centrale Vizcarrondo-Djilobodji, il conclut sa troisième saison professionnelle avec dix apparitions en Ligue 1.
Le 24 juin 2014, il prolonge son contrat le liant avec le FC Nantes jusqu'en juin 2016. Toujours troisième choix derrière le duo vénézuelo-sénégalais, sa saison 2014-2015 ne se traduit que par cinq apparitions en championnat. La situation évolue au mercato d'été 2015 avec le départ de Djilobodji vers Chelsea, il débute ainsi la saison dans la peau d'un titulaire au côté de Lucas Deaux. Néanmoins, l'arrivée de Lorik Cana puis le retour en forme d'Oswaldo Vizcarrondo le pousse de nouveau sur le banc. Alors qu’il commençait bien la saison. Puis il contracte une entorse de la cheville la semaine suivante face aux Girondins de Bordeaux. Il réalise tout de même, avec 22 apparitions (dont 20 titularisations), sa saison la plus aboutie.

### Transfert en Serie A
Le 17 août 2018, il est prêté au Torino F.C. pour une durée d'un an avec option d'achat. Ses bonnes performances sont saluées par la presse sportive locale, le désignant comme un joueur « fiable et solide », à un « rapport qualité - prix inégalé ». Le positionnement en bloc bas du défenseur au sein du système 3-5-2 imaginé par Walter Mazzarri convient à ses qualités de vitesse et de puissance.
En dépit de sa blessure contractée au ménisque du genou droit, le Torino lève l'option et pérennise le 7 juin 2019 son transfert pour une indemnité estimée entre 3 et 4,5 M€,, pour une durée de contrat de trois ans.
Le 10 octobre 2020, Koffi Djidji est prêté au FC Crotone, également pensionnaire de Serie A, jusqu'à la fin de la saison.